# Marx Dormoy
Marx Dormoy (Montluçon, 1 de agosto de 1888-Montélimar, 26 de julio de 1941) fue un político socialista francés, ministro del Interior durante la Tercera República.

## Biografía

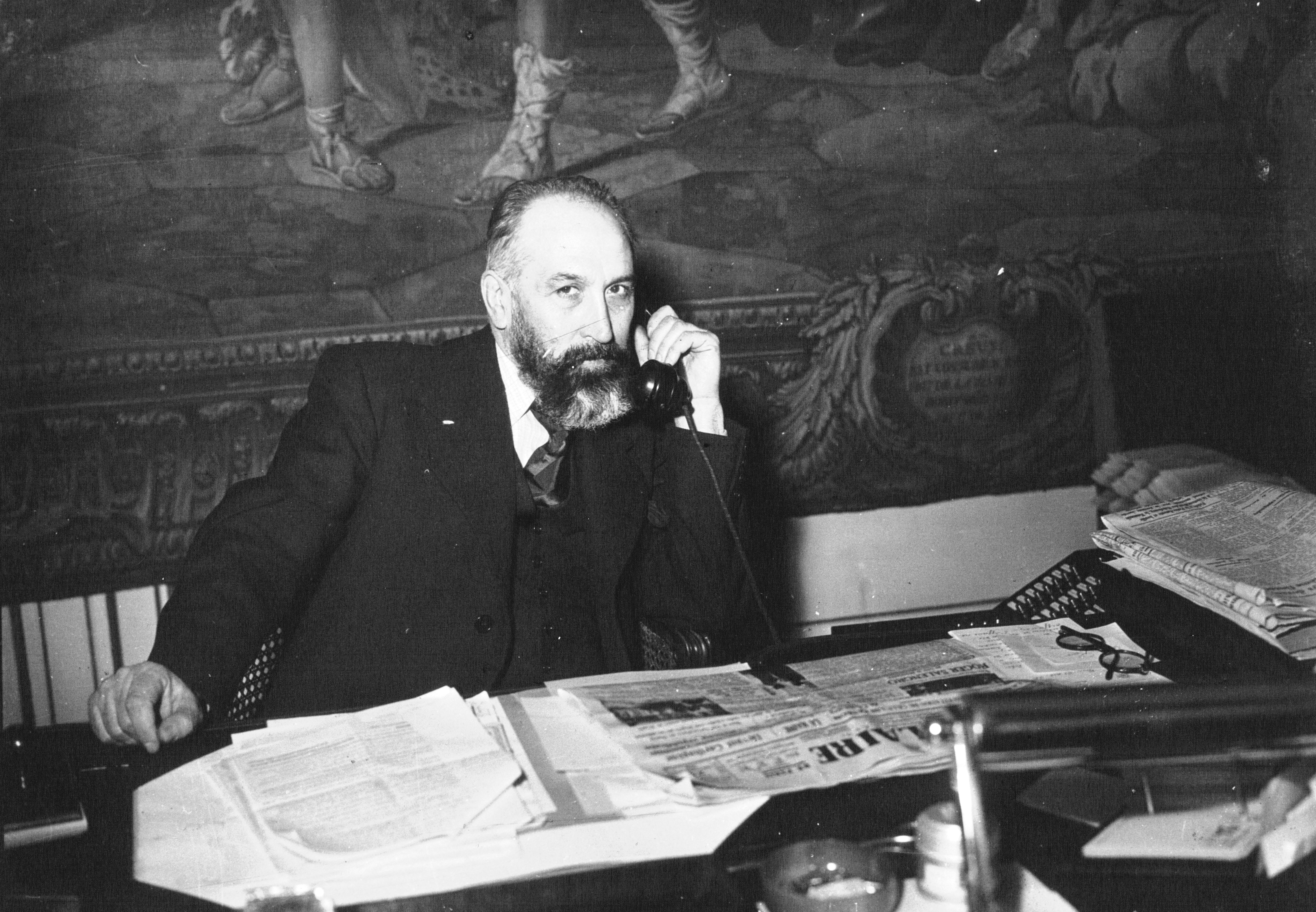
Dormoy en 1936

Nacido el 1 de agosto de 1888 en Montluçon, departamento de Allier, era hijo de Jean Dormois, un zapatero activo en el movimiento obrero, y de Marie-Joséphine Gavignon. De tendencia guesdista, entró a militar muy joven en la Sección Francesa de la Internacional Obrera y tras el congreso de Tours de 1920 se mantuvo fiel a Léon Blum, permaneciendo en la SFIO.
Fue alcalde de su localidad natal entre 1926 y septiembre de 1940.
Fue diputado entre 1931 y 1939 y senador a partir de ese año. Se convirtió en Ministro del Interior del gobierno del Frente Popular, sucediendo a Roger Salengro tras el suicidio de este último en noviembre de 1936 y volvió a repetir en un gobierno Chautemps entre junio de 1937 y enero de 1938 y en un gobierno Blum entre marzo y abril de 1938.
Dormoy, que fue parte de la minoría de 80 parlamentarios que votó en la tarde del 10 de julio de 1940 en contra de otorgar más poderes a Pétain, fue cesado como alcalde el 20 de septiembre de 1940 y arrestado el 25 de septiembre por el régimen de Vichy, hecho prisionero temporalmente en Pellevoisin, para posteriormente, previo paso por Vals-les-Bains, ser transferido en situación de prisión domiciliaria a Montélimar, departamento de Drôme, donde falleció en un atentado el 26 de julio de 1941 víctima de un artefacto explosivo colocado en su propia cama. La autoría del asesinato se atribuye a antiguos miembros de La Cagoule, organización terrorista de extrema derecha que en 1937 el propio Dormoy había contribuido a desactivar.